# Заводской (Свердловская область)
Заводской — посёлок в Талицком городском округе Свердловской области, Россия.

## Географическое положение
Посёлок Заводской муниципального образования «Талицкого городского округа» Свердловской области находится на расстоянии 5 километров (по автотрассе в 6 километрах) к югу от города Талица. Через посёлок проходит автотрасса Талица – Бутка. А сам посёлок расположен на территории национального парка «Припышминские боры».

## Население
| 2002 | 2010 | 2021 |
| ---- | ---- | ---- |
| 64   | ↘43  | ↗80  |